# Улица Олевисте
Улица О́левисте (эст. Oleviste tänav, Олаевская улица, нем. Olaistraße, Olaikirchhof, Kirchhofstraße) — короткая (82 метра) улица в историческом районе Старый город Таллина (Эстония), соединяет улицы Пикк и Лай.

## История
Название улица получила по церкви Святого Олафа (Олевисте). На российских дореволюционных картах указывалась как Олаевская.

## Застройка улицы
Чётную сторону улицы занимает церковь Святого Олафа.
Дом 1 — Министерство внутренних дел Эстонии
Дом 3 — 
Дом 5 — 